# Tây Lâm, Bách Sắc
Tây Lâm (tiếng Tráng: Saelaem, chữ Hán giản thể:西林县, Hán Việt: Tây Lâm huyện, bính âm: Xīlín Xiàn), là một huyện thuộc thành phố cấp địa khu Bách Sắc của khu tự trị dân tộc Choang Quảng Tây, Trung Quốc. Huyện này có diện tích là 2.955 km², dân số 151.200 người, người Tráng chiếm 66,14%.

## Các đơn vị hành chính
Tây Lâm có các đơn vị hành chính sau:
- 4 trấn: Bát Đạt (八达), Na Lao (那劳), Cổ Chướng (古障) và Mã Bạng (马蚌).
- 1 hương: Tây Bình (西平).
- 3 hương dân tộc: hương dân tộc Miêu Phổ Hợp (普合苗族乡), hương dân tộc Miêu Na Tá (那佐苗族乡), hương dân tộc Dao Túc Biệt (足别瑶族苗族乡).